# Milan Smiljanić
Milan Smiljanić - em sérvio, Милан Смиљанић (Kalmar, 19 de novembro de 1986) - é um futebolista sueco naturalizado servio. Atualmente, defende o Partizan.

## Carreira
Preferiu atuar pela terra de suas raízes, figurando com a Seleção Sérvia nas Olimpíadas de 2008. Revelado no Partizan, foi contrato pelo Espanyol após duas temporadas na equipe sérvia. No clube espanhol, apesar de um início bom, acabou sendo preterido no elenco, tendo sido emprestado durante sua segunda temporada no clube ao Sporting de Gijón e, com o término da temporada, retornou por empréstimo ao Partizan.
Milan Smiljanić fez parte do elenco da Seleção Sérvia de Futebol, em Pequim 2008.